# Sidkeong Tulku Namgyal
Sidkeong Tulku Namgyal (1879 – Gangtok, 5 december 1914) was de tiende Chögyal (koning) van Sikkim. Hij volgde zijn vader Thutob Namgyal op 10 februari 1914 op.
Hij kreeg geelzucht en overleed nog hetzelfde jaar aan hartfalen. Hij werd opgevolgd door zijn jongere halfbroer Tashi Namgyal.

## Studie
Hij was de oudste zoon van Thutob en volgde zijn opleiding aan de St. Paul's School in Darjeeling en aan de Pembroke College in Oxford.
Hij was een polyglot en beheerste Chinees, Engels, Hindi, Lepcha, Nepalees en Tibetaans.

## Erkenning
In 1911 werd hij benoemd tot lid (companion) in de Orde van het Indische Keizerrijk. In 1903 en 1911 ontving hij de Delhi Durbar Medal.
Hem werden de volgende titels verleend:
- 1879-1899: Prins Sidkeong Tulku Namgyal
- 1899-1911: Maharajkumar Sri Panch Sidkeong Tulku Namgyal